# Crinia riparia
Crinia riparia és una espècie de granota de la família Myobatrachidae que viu a Austràlia. El rang d'aquest endèmic d'Austràlia es limita a una petita àrea de la serralada Flinders al centre d'Austràlia del Sud. S'ha registrat a 200-600m des del nivell del mar. L'extensió de la presència de l'espècie és d'aproximadament 56.000km2.
Aquesta espècie es troba per sota dels còdols i pedres a les vores de rierols pedregosos. Les cries es posen sota les roques a la vora dels rierols. Els capgrossos s'adapten als rierols de corrent ràpid. Pel que sembla, es reprodueixen a la primavera. No hi ha amenaces significatives per a la supervivència d'aquesta espècie. L'espècie es troba en Flinders Ranges National Park.